# Gunn Wållgren
Gunnel Margareta Wållgren (* 16. November 1913 in Göteborg; † 4. Juni 1983 in Stockholm) war eine schwedische Theaterschauspielerin. Sie gilt als eine der großen schwedischen Schauspielerinnen des 20. Jahrhunderts.

## Leben und Karriere
Gunn Wållgren war die Tochter des Fabrikanten Harald Wållgren und dessen Frau Greta. Gegen den Wunsch der Eltern studierte sie an der Dramatens elevskola von 1934 bis 1937 und spielte praktisch ihr gesamtes Berufsleben am Königlichen Dramatischen Theater, das naturgemäß Hauptbühne für die modernen skandinavischen Klassiker war. Sie galt als führende Interpretin der Werke von Ibsen, Strindberg und Tschechow auf schwedischen Bühnen. Besondere Erfolge hatte sie an verschiedenen Privatbühnen unter der Leitung ihres späteren Ehemannes Per-Axel Branne.
Ihr Filmdebüt machte Wållgren im Jahre 1943 als kriminelle Jugendliche im Film Der Pfarrer der Entgleisten unter Regie von Olof Molander. In den 1940er-Jahren galt sie in schwedischen Filmen eine populäre Hauptdarstellerin, etwa unter Regie von Gustaf Molander oder Hampe Faustman. Außerhalb von Schweden ist sie aber eher durch ihre späten Filmrollen bekannt: In der Astrid-Lindgren-Verfilmung Die Brüder Löwenherz von 1977 spielte sie die Sofia; und 1982  war Wållgren als die liebevolle Großmutter Helena in Ingmar Bergmans Filmdrama Fanny und Alexander zu sehen. Für letztere Rolle erhielt sie nochmals exzellente Kritiken. Kurz nach den Dreharbeiten zu Fanny und Alexander wurde bei Wållgren eine Krebserkrankung diagnostiziert, an welcher sie im Juni 1983 starb.
Gunnel Wållgren war von 1941 bis 1949 mit dem Regisseur Hampe Faustman verheiratet, mit dem sie Die Jungfrau und der Teufel drehte. In zweiter Ehe heiratete sie 1954 Per-Axel Branne, mit dem sie bis zu dessen Tod 1975 verheiratet blieb. Sie hat zwei Töchter.

## Auszeichnungen
- 1959: O’Neill-Stipendium
- 1962: Preis der Schwedischen Sektion der Internationalen Vereinigung der Theater-Kritiker (AICT)
- 1981: Guldbagge als Beste Nebendarstellerin für Sally und die Freiheit

## Filmographie (Auswahl)
- 1943: Der Pfarrer der Entgleisten (Kvinnor i fångenskap)
- 1943: Die Jungfrau und der Teufel (Sonja)
- 1943: Ordet
- 1944: Kejsarn av Portugallien
- 1945: Brott och straff
- 1946: Der Rebellenhauptmann (Harald Handfeste)
- 1947: Frau ohne Gesicht (Kvinna utan ansikte)
- 1953: Glasberget
- 1964: Das Kleid (Klännigen)
- 1974: Rulle på Rullseröd (Fernsehserie, 19 Folgen)
- 1976: Förvandlingen
- 1977: Die Brüder Löwenherz (Bröderna Lejonhjärta)
- 1981: Sally und die Freiheit (Sally och friheten)
- 1982: Fanny und Alexander (Fanny och Alexander)